# Утата
Утата (рос. Утата) — улус Закаменського району, Бурятії Росії. Входить до складу Сільського поселення Утайське.
Населення — 603 особи (2015 рік).